# 西川翔大
西川 翔大（にしかわ しょうだい、1993年9月21日 - ）は奈良県出身のプロサッカー選手。ポジションはフォワード、ミッドフィールダー。 

## 来歴
ディアブロッサ高田FCU-18出身。
ユース卒団後、筑波大学に一般入試で進学し蹴球部に入部。
大学卒業後、ヨーロッパのプロクラブ入団を目指し渡航。トライアウトの結果、モンテネグロ2部リーグのFKコム・ポドゴリツァと契約。
2017年、FKコムでのプレーが評価され、モンテネグロ1部リーグのFKルダル・プリェヴリャに移籍。
同年、同じモンテネグロ1部リーグのOFKペトロヴァツに移籍。
2020年、シンガポールプレミアリーグ（旧称：Sリーグ）のタンジョン・パガー・ユナイテッドFCと契約。
2023年、カンボジア・リーグのアンコールタイガーFCに移籍。リーグ戦、カップ戦を通じて、GK以外のポジションに就くなど主力としてプレーしたが、クラブは最下位に低迷した。
2024年、古巣のタンジョン・パガー・ユナイテッドFCに移籍。

## 人物・エピソード
- モンテネグロのクラブ在籍中は月収が数百ドル程度だったため、シーズンオフには日本に帰ってデリバリーやコンビニのレジ打ちなどのアルバイトを行っていた[2]。
- 2021年にシンガポール在住の女性と出会い、イスラム教に改宗して1年後に結婚[2]。

## 所属クラブ
ユース経歴
- 2009年 - 2011年 ディアブロッサ高田FCU-18（奈良県立高田高等学校）[4]

- 2012年 - 2015年 筑波大学

プロ経歴
- 2016年 - 2017年 FKコム・ポドゴリツァ
- 2017年 FKルダル・プリェヴリャ
- 2017年 - 2018年 OFKペトロヴァツ
- 2020年 - 2022年 タンジョン・パガー・ユナイテッドFC
- 2023年 - 2024年 アンコールタイガーFC
- 2024年 - タンジョン・パガー・ユナイテッドFC